# Birthe Christiansen (politiker)
Birthe Christiansen (1953. – 27. januar 2010) var en dansk socialrådgiver, sagsbehandler og byrådsmedlem for Socialdemokraterne i Struer. Hun blev i november 2009 valgt ind i byrådet for Socialdemokraterne, hvor hun kom ind i teknik- og miljøudvalget.
Den 27. januar 2010 blev hun myrdet, Da hun var på vej på arbejde blev hun stukket ned med en kniv foran et jobcenter i Holstebro Gerningsmanden flygtede fra stedet men blev anholdt samme dag. Under grundlovsforhøret nægtede han sig skyldig.
Birthe Christiansen var gift og havde og to børn.
Hun blev begravet den 6. februar 2010 på Hjerm Østre Kirke.
Gerningsmanden, der er fra Somalia, blev d. 9. maj 2011 idømt forvaring samt udvisning og indrejseforbud.